# Aqueduc de Dioclétien
L'aqueduc de Dioclétien (en croate : Dioklecijanov akvadukt) est un ancien aqueduc romain situé près de Split (en latin : Spalatum), en Croatie. Il a été construit sous l'Empire romain pour alimenter en eau le palais de l'empereur Dioclétien, qui fut Auguste de 284 à 305 apr. J.-C., se retira à Spalatum et y mourut en 311.

## Description
L'aqueduc de Dioclétien a été construit entre la fin du IIIe et le début du IVe siècle apr. J.-C., en même temps que le palais.
L'aqueduc prenait l'eau de la rivière Jadro, à 9 kilomètres au nord-est du palais de Dioclétien, aujourd'hui le centre-ville de Split, et amenait l'eau au palais sur une différence de hauteur de 13 m. Un autre aqueduc prenait l'eau de la même source à Salona. L'aqueduc fut détruit lors de l'invasion des Goths au milieu du VIe siècle et ne fonctionna plus pendant treize siècles plus tard.
La première reconstruction de l'aqueduc a eu lieu sous l'Empire austro-hongrois (1877-1880). L'aqueduc de Dioclétien a été abandonné en 1932, lorsque la station d'eau moderne a été construite à Kopilica, une zone périphérique de Split. La partie la mieux conservée de l'aqueduc près de Dujmovača (Solin) a une hauteur maximale de 16,5 m et une longueur de 180 m. L'aqueduc est actuellement en cours de restauration.